# 삼상초등학교
삼상초등학교는 대한민국 경기도 양주시 장흥면 삼상리에 있는 공립 초등학교이다.

## 학교 연혁
- 1935. 05. 01 장흥공립보통학교 부설 삼상간이학교 개교
- 1945. 09. 24 삼상국민학교로 독립인가
- 1981. 03. 01 삼상초등학교 병설유치원 개원
- 1996. 03. 01 삼상초등학교로 개명
- 2001. 12. 31 2층 2개 교실 증축(동편)
- 2004. 12. 20 본관 엘리베이터 및 에어컨 설치
- 2005. 04. 30 현관개축 및 본관 리모델링 공사
- 2005. 09. 30 도서관 리모델링 및 급식실 조리 기구, 식탁 교체
- 2007. 09. 01 대형 TV, 컴퓨터 교체 및 빔프로젝트 구입 설치
- 2008. 12. 12 급식실 증축 및 유치원 내부 환경개선공사, 다목적 강당 준공
- 2009. 01. 07 어학실 설치
- 2009. 06. 28 신관 교실 2실 증축
- 2009. 09. 01 보육 보금자리 교실 설치
- 2010. 02. 05 본관 천정 텍스 교체
- 2010. 10. 25 급식실 리모델링
- 2010. 11. 25 수업우수교사인증제 전원 입상(1등급: 3명, 2등급: 1명, 3등급: 1명)
- 2011. 02. 15 제63회 졸업(총 졸업생 3,559명)
- 2011. 03. 02 6학급 편성(특수1, 유치원1)
- 2012. 02. 16 제64회 졸업(총 졸업생 3,580명)
- 2012. 03. 02 6학급 편성(특수 1, 유치원1)
- 2013. 02. 15 제65회 졸업(총 졸업생 3,599명)
- 2013. 03. 01 6학급 편성(유치원 1)
- 2014. 02. 14 제66회 졸업(총 3,617명)
- 2014. 03. 03 6학급 편성(유치원 1)
- 2015. 02. 13 제67회 졸업(총 3,634명)
- 2015. 03. 02 6학급 편성(유치원 1)